# 喬治敦鎮區 (印地安納州弗洛伊德縣)
喬治敦鎮區（英語：Georgetown Township）是位於美國印地安納州弗洛伊德縣的一個行政鎮區。

## 地方資料
根據2010年美國人口普查的數據，喬治敦鎮區的面積為69.30平方千米，當中陸地面積為69.00平方千米，而水域面積為0.30平方千米。當地共有人口9632人，而人口密度為每平方千米138.99人。